# 玛丽安娜·沃斯
玛丽安娜·沃斯（Marianne Vos，1987年5月13日—）是一为荷兰越野自行车，公路自行车和场地赛车车手。初级欧洲和世界公路赛车锦标赛夺冠后，她继续参加高级赛车锦标赛，在19岁成为世界冠军。沃斯补充轨道赛车世界锦标赛时，她赢得积分赛和2008年，在2011年从无到有比赛。在2008年夏季奥运会，她赢得了在积分赛的金牌。玛丽安参加了伦敦奥运会，2012年7月29日在女子公路赛项目中赢得了一枚金牌。